# Abronia cuchumatanus
Abronia cuchumatanus (кучуматанійська абронія) — вид веретільницеподібних ящірок родини веретільницевих (Anguidae). Ендемік Гватемали. Описаний у 2016 році.

## Поширення і екологія
Кучуматанійські абронії мешкають в горах Сьєрра-де-лос-Кучуматанес і Сьєрра-де-Куїлько на заході Гватемали. Вони живуть у вологих гірських тропічних лісах, на висоті від 2760 до 3260 м над рівнем моря. Ведуть деревний спосіб життя.